# Campionati italiani assoluti di scherma del 1950
I Campionati italiani assoluti di scherma del 1950 sono stati organizzati dalla Federazione Italiana Scherma.
Nel fioretto, si sono aggiudicati i titoli dei campionati italiani Giorgio Pellini, alla sua prima affermazione, e Silvia Strukel, che ha vinto il suo terzo titolo dopo quelli del 1947 e 1949.
Il titolo della spada è andato a Edoardo Mangiarotti, che ha bissato il titolo del 1947,.
Nella sciabola Roberto Ferrari ha vinto il suo primo titolo nazionale maschile.
Nei campionati italiani a squadre maschili il C.S. Pessina Roma ha vinto nel fioretto, mentre il Circolo della Spada Mangiarotti di Milano ha vinto nella spada; nella sciabola c'è stato il successo del Circolo Spada Venezia. Per tutti e tre i team si è trattato del primo successo ai campionati italiani.
Il campionato italiano di fioretto a squadre femminile è andato per la terza volta alla Ginnastica Triestina, dope le edizioni del 1941 e 1942.

## Podi

### Uomini
| Specialità  | Oro                                         | Argento | Bronzo |
| Individuali |                                             |         |        |
| Fioretto    | Giorgio Pellini                             | -       | -      |
| Spada       | Edoardo Mangiarotti                         | -       | -      |
| Sciabola    | Roberto Ferrari                             | -       | -      |
| A squadre   |                                             |         |        |
| Fioretto    | C.S. Pessina Roma -                         | -       | -      |
| Spada       | Circolo della Spada Mangiarotti di Milano - | -       | -      |
| Sciabola    | Circolo Spada Venezia -                     | -       | -      |

### Donne
| Specialità  | Oro                    | Argento | Bronzo |
| Individuali |                        |         |        |
| Fioretto    | Silvia Strukel         | -       | -      |
| A squadre   |                        |         |        |
| Fioretto    | Ginnastica Triestina - | -       | -      |